# Gregor Breinburg
Gregor Flanegin Breinburg (Arnhem, 16 de septiembre de 1991) es un futbolista profesional neerlandés que juega como mediocampista en el VV Elsweide de los Países Bajos. Es internacional con la selección de fútbol de Aruba. 

## Clubes
Anteriormente jugó para De Graafschap y se unió a NEC en 2014. Después de una sólida temporada 2015, fue nombrado capitán de NEC al comienzo de la temporada 2016.

## Selección nacional
Breinburg hizo su debut con Aruba en un partido de clasificación para la Copa Mundial de la FIFA de junio de 2015 contra Barbados y, hasta octubre de 2021, ganó un total de 13 partidos internacionales y marcó 1 gol. Representó a su país en 4 eliminatorias mundialistas.

## Estadísticas

### Selección nacional
| Selección | Año   | Partidos | Goles |
| --------- | ----- | -------- | ----- |
| Aruba     | 2015  | 4        | 0     |
| Aruba     | 2016  | 1        | 0     |
| Aruba     | 2018  | 1        | 0     |
| Aruba     | 2019  | 7        | 1     |
| Total     | Total | 13       | 1     |

| N.º | Fecha                   | Sede                                                    | Adversario | Gol | Resultado | Competencia                         | Ref.  |
| --- | ----------------------- | ------------------------------------------------------- | ---------- | --- | --------- | ----------------------------------- | ----- |
| 1   | 15 de noviembre de 2019 | Instalación de pista y campo sintético, Leonora, Guyana | Guyana     | 2-1 | 2–4       | 2019-20 CONCACAF Liga de Naciones B | [ 2 ] |